# Історія Віргінії (картина)
«Історія Віргінії» (італ. Storie di Virginia), також знана як «Історія святої Віргінії» — картина з драматичним сюжетом, пензля італійського художника Сандро Боттічеллі. Твір належить до пізнього періоду творчості художника. Картина виконана в характерній для раннього періоду епохи Відродження манері, і поєднує в собі кілька сцен, що читаються зліва направо:
- Віргінія, стала об'єктом пристрасті сенатора Клавдія, піддається нападу з боку його підлеглого Тацита, який намагається схилити дівчину до взаємності з її обожнювачем;
- Дівчина відмовляється жити з ним по добрій волі; Тацит насильно веде Віргінію на суд під головуванням Клавдія, де її оголошують рабинею;[3]
- За Віргінію заступаються батько і наречений і волають до справедливості;
- Батько дівчини, бажаючи зберегти честь сім'ї, вбиває дочку і пускається у втечу верхи на коні.